# Кожевниково (Томская область)
Кожевниково — село в Томской области, административный центр Кожевниковского района и Кожевниковского сельского поселения.

## География
Село расположено на левом берегу Оби, в 109 км от Томска. От Томска до Кожевникова можно добраться, доехав по Шегарскому тракту до села Мельникова, затем повернув на юг по направлению к Новосибирску. От Томского автовокзала до Кожевникова ежедневно ходит несколько автобусов на маршруте № 537 «Томск — Кожевниково».

## История
Основано в 1733 г. В 1926 году состояло из 356 хозяйств, основное население — русские. Центр Кожевниковского сельсовета Богородского района Томского округа Сибирского края.

## Население
| 1926  | 1959  | 1970  | 1979  | 1989  | 2002  | 2010  |
| ----- | ----- | ----- | ----- | ----- | ----- | ----- |
| 1595  | ↗5126 | ↗6156 | ↗6935 | ↗8567 | ↘7947 | ↗8174 |
| 2012  | 2013  | 2014  | 2015  | 2021  |       |       |
| ↘8048 | ↘7988 | ↘7983 | ↗8009 | ↗8393 |       |       |

## Экономика
Предприятия: ООО «Пивоварня Кожевниково», ООО «Монтажкомплект», Кожевниковское ДРСУ, которое взяло шефство над бывшим совхозом «Кожевниковский», Кожевниковское АТП, осуществляющее доставку людей в сёла района и в Томск.

## Климат
- Среднегодовая температура воздуха — 0,9 °C
- Относительная влажность воздуха — 72,4 %
- Средняя скорость ветра — 3,1 м/с

| Показатель                                                                                 | Янв.  | Фев.  | Март | Апр. | Май  | Июнь | Июль | Авг. | Сен. | Окт. | Нояб. | Дек.  | Год |
| ------------------------------------------------------------------------------------------ | ----- | ----- | ---- | ---- | ---- | ---- | ---- | ---- | ---- | ---- | ----- | ----- | --- |
| Средняя температура, °C                                                                    | −15,7 | −14,2 | −8,5 | −1   | 10,0 | 16,1 | 19,3 | 16,2 | 9,0  | 1,6  | −8,9  | −14,5 | 0,9 |
| Источник: NASA. База данных RETScreen. www.retscreen.net. Дата обращения: 30 октября 2020. |       |       |      |      |      |      |      |      |      |      |       |       |     |

## Образование

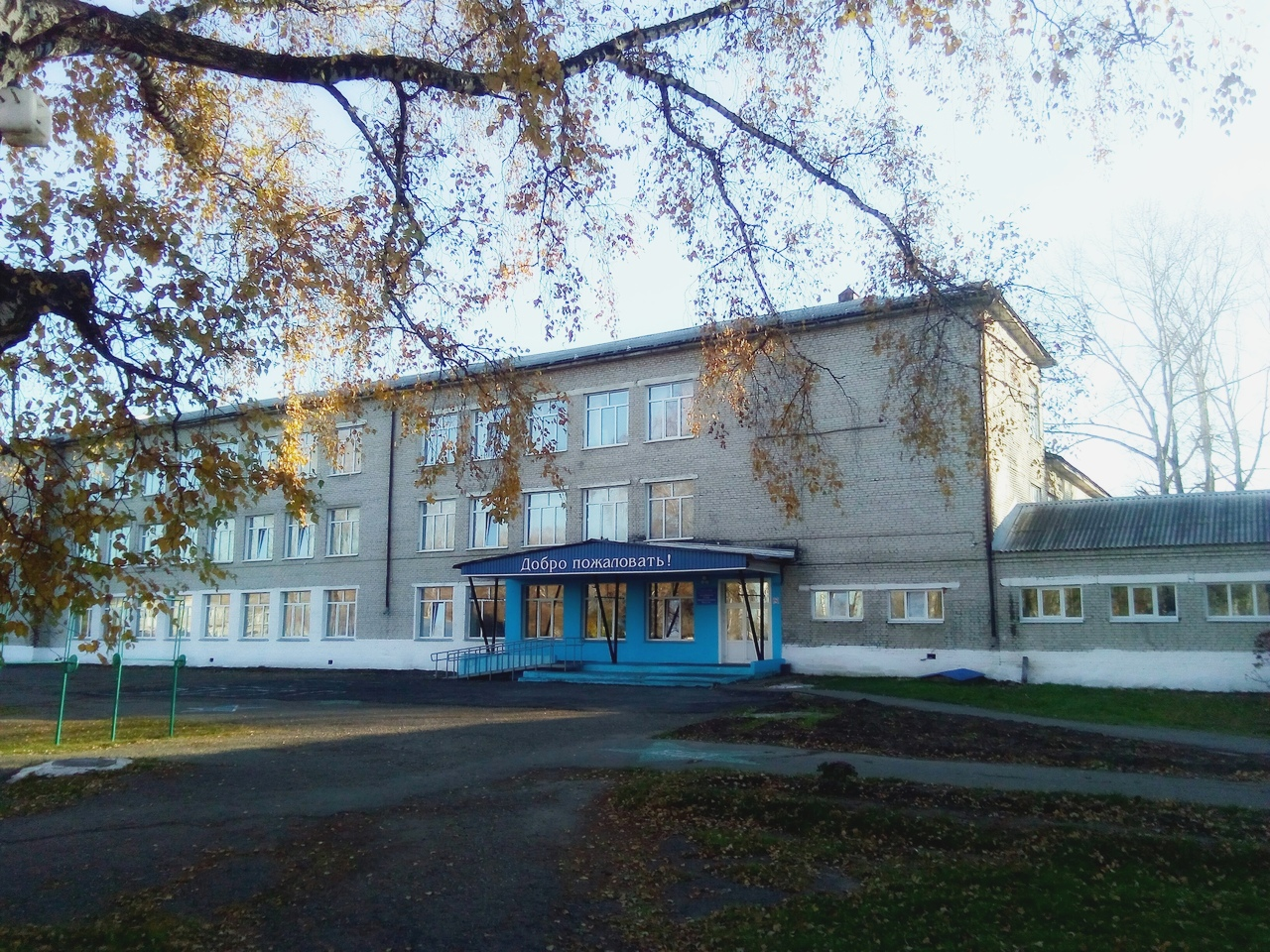
Кожевниковская школа №1
Кожевниковская школа №2
Детская школа искусств

## Территориальное деление
Кожевниково не разделено на районы и микрорайоны.
Список улиц: 8 Марта, Береговая, Бытовая, Гагарина, Заводская, Зелёная, Калинина, Карла Маркса, Кирова, Комарова, Комсомольская, Красная Горка, Красноармейская, Кузнецова, Ленина, Лесная, Мира, Мичурина, Набережная, Некрасова, Новая Жизнь, Обская, Октябрьская, Парковая, Покрышкина, Полевая, Приобская, Промышленная, Пушкина, Российская, Садовая, Сибирская, Строительная, Титова, Чекулаева.
Переулки: Библиотечный, Герцена, Глухой, Гоголя, Дзержинского, Дорожный, Заозёрный, Колхозный, Лермонтова, Мелиоративный, Мирный, Островского, Партизанский, Первомайский, Пионерский, Плеханова, Профсоюзный, Рассвет, Северный, Совхозный, Спортивный, Эренбурга, Южный.
Почтовые индексы села — 636160 и 636161.

## Транспорт
До Кожевниково можно добраться на автобусе 537-го маршрута, обслуживаемого ОАО «Кожевниковское АТП». Маршрут работает ежедневно, время в пути — 2 часа.

## Русская православная церковь

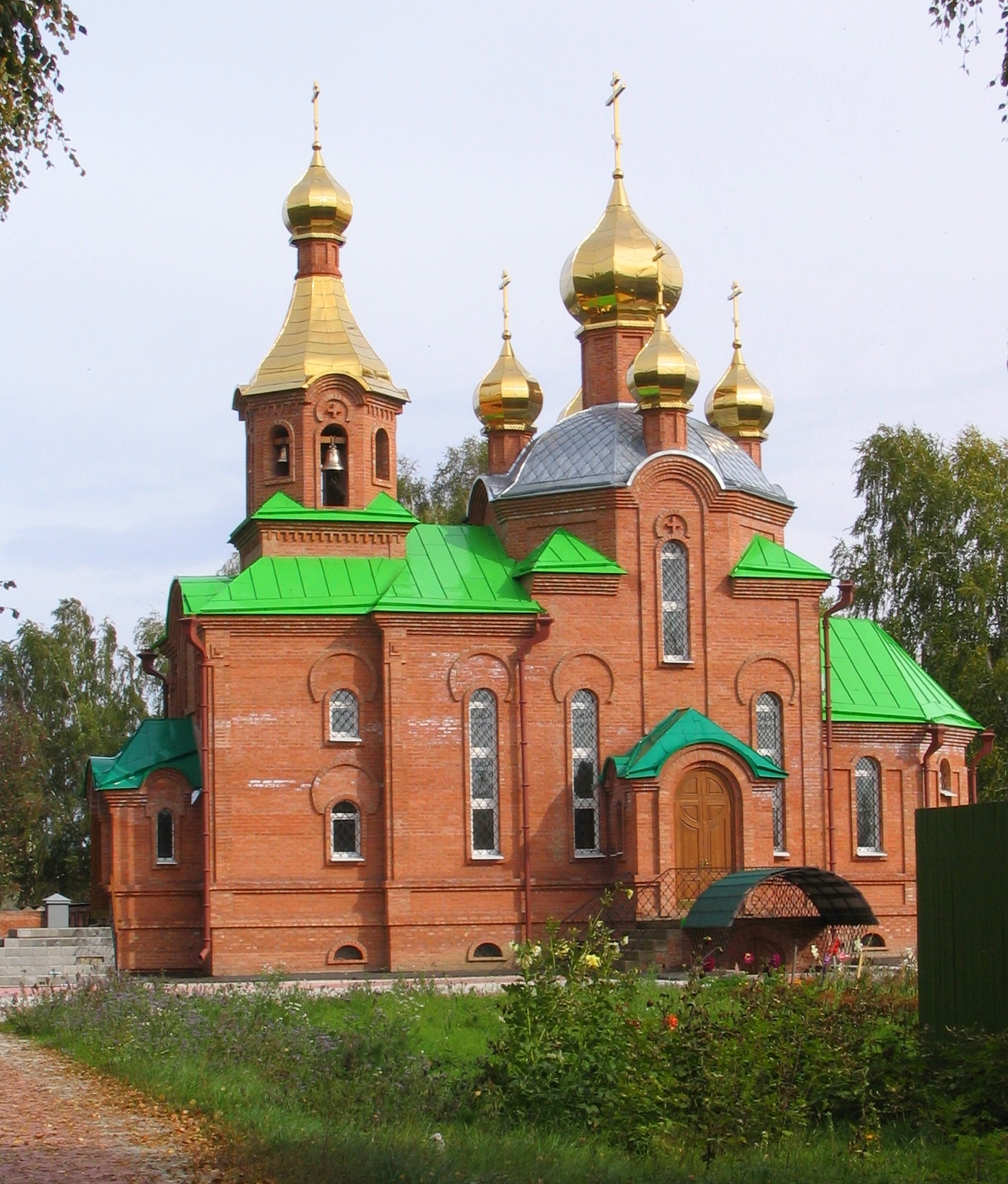
Храм в Кожевниково

Храм великомученника Георгия Победоносца